# Briquemesnil-Floxicourt
Briquemesnil-Floxicourt település Franciaországban, Somme megyében. Lakosainak száma 342 fő (2022. január 1.). Briquemesnil-Floxicourt Bougainville, Cavillon, Fluy, Oissy, Saisseval és Seux községekkel határos.

## Népesség
A település népességének változása:
| Lakosok száma | 192  | 220  | 248  | 269  | 293  | 318  | 335  | 344  | 342  |
|               | 2013 | 2015 | 2016 | 2017 | 2018 | 2019 | 2020 | 2021 | 2022 |